# Very Large Telescope

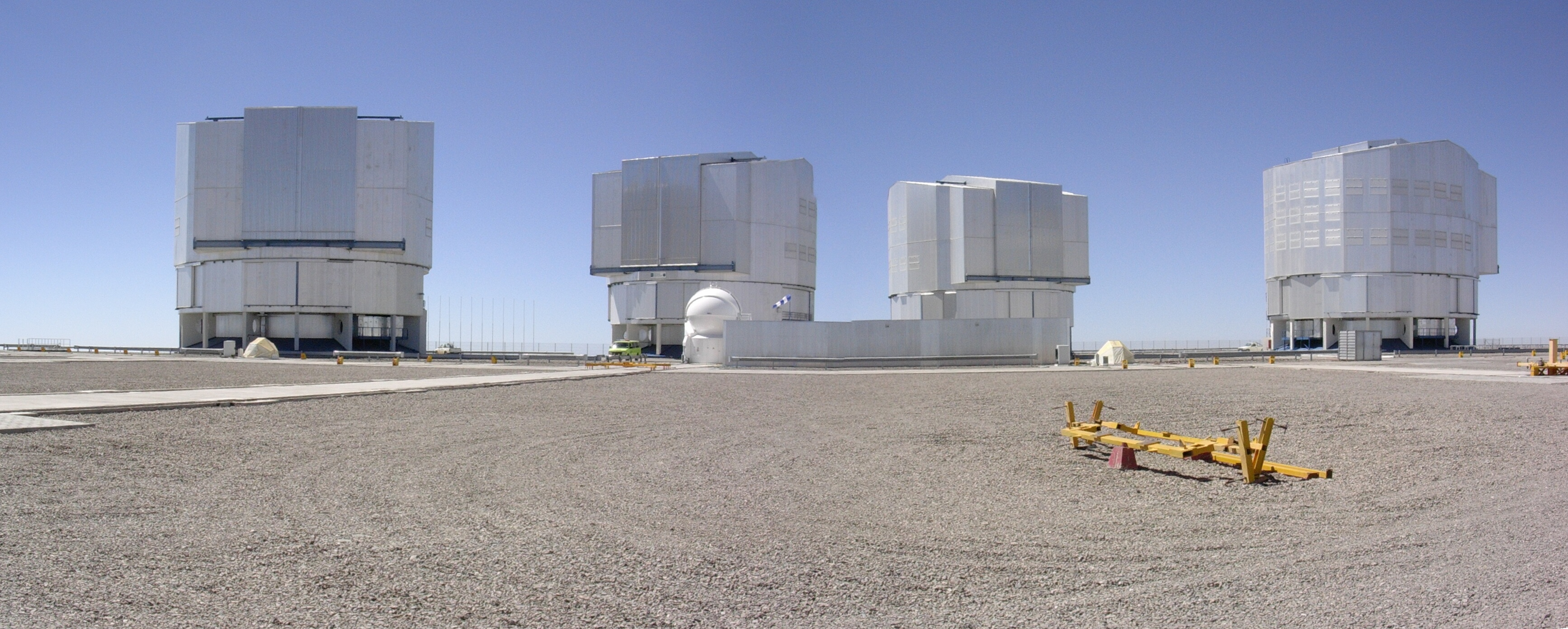
Zespół czterech teleskopów VLT

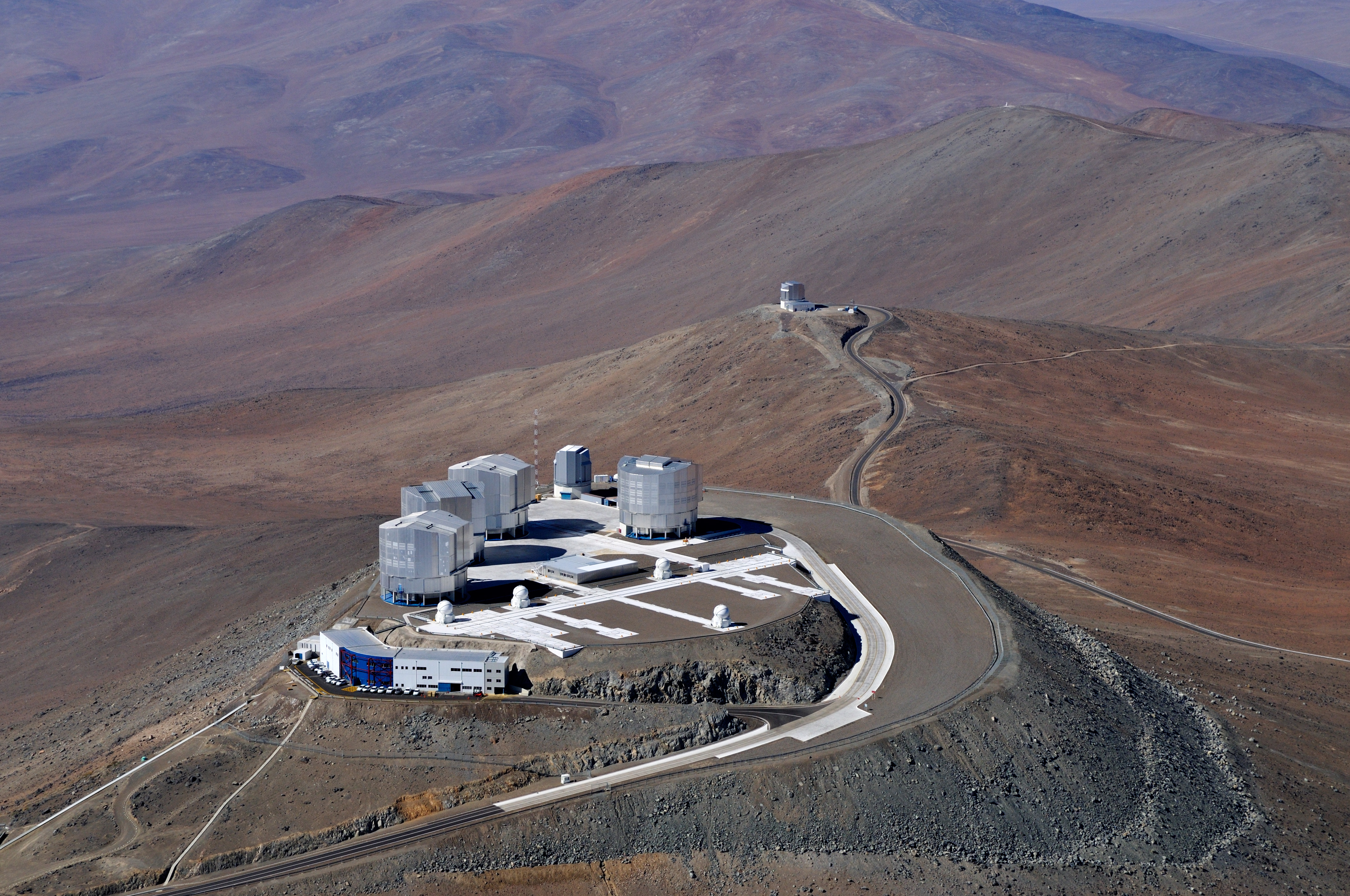
Widok obserwatorium z lotu ptaka

Porównanie wielkości i budowy zwierciadeł największych obecnych i planowanych teleskopów. VLT w centralnej części diagramu, w ciemnozielonym kolorze.

Very Large Telescope (VLT, Bardzo Duży Teleskop) – należący do ESO zespół czterech teleskopów optycznych z optyką adaptatywną i optyką aktywną o średnicy zwierciadła 8,2 m, które w badaniach interferometrycznych są uzupełniane przez cztery przestawne teleskopy optyczne o średnicy 1,8 m. Duże teleskopy noszą nazwy: Antu, Kueyen, Melipal i Yepun. Poza tymi jest jeszcze zainstalowany teleskop VISTA (Visible and Infrared Survey Telescope for Astronomy) o średnicy zwierciadła 4,1 m oraz VST (VLT Survey Telescope) o średnicy zwierciadła 2,6 m.
Ośmiometrowe zwierciadło ma grubość 17,7 cm i masę 23,5 tony. Przy zmianie położenia teleskopu deformuje się, tracąc swój optymalny kształt. Odkształcenia są korygowane przez zautomatyzowany system tzw. optyki aktywnej, która sprawdza jakość obrazu kontrolnego. Zazwyczaj potrzeba korekty pojawia się nie częściej niż co kilka minut.
Poszczególne teleskopy mogą prowadzić obserwacje niezależnie lub też wspólnie prowadzić obserwacje interferometryczne tworząc VLTI (Very Large Telescope Interferometer).
VLT jest zlokalizowany w Obserwatorium Paranal na wzgórzu Cerro Paranal (2635 m n.p.m.), na pustyni Atakama w północnej części Chile. Wierzchołek wzgórza to jedno z najsuchszych miejsc na Ziemi. Wilgotność powietrza utrzymuje się na poziomie pięciu procent. W ciągu roku średnio spada zaledwie kilka milimetrów deszczu. Teleskopy 8,2-metrowe stoją w zwartych budynkach o kontrolowanej temperaturze, które obracają się razem z teleskopami. Taki projekt minimalizuje niesprzyjające efekty wpływające na warunki obserwacyjne, np. od turbulencji powietrza w tubusie teleskopu, które mogą zdarzać się z powodu zmienności temperatury i wiatru.
Zastosowano nowatorską formę odlewania zwierciadeł. Formę odlewniczą umieszczono na obracającej się podstawie, dzięki czemu górna powierzchnia stygnącej masy przybierała wklęsły kształt. Pozwoliło to oszczędzić znaczną część czasu zużywanego na szlifowanie.
Pierwszy z teleskopów o średnicy 8,2 m (Antu) uzyskał tzw. „pierwsze światło” 25 maja 1998 roku, natomiast ostatni (Yepun) 4 września 2000 roku.
W 1999 roku rozpisano konkurs na nazwy czterech bliźniaczych teleskopów. Wygrał go 17-letni Chilijczyk Jorssy Albañez Castilla z miejscowości Chuquicamata, który zaproponował użycie astronomicznych terminów z języka Indian Mapuche. Dzięki niemu olbrzymy są znane jako Antu (Słońce), Kueyen (Księżyc), Melipal (Krzyż Południa) i Yepun (Wenus widziana jako „gwiazda” wieczorna).
4 czerwca 2014 roku podano informację o uzyskaniu pierwszego światła z instrumentu SPHERE (Spectro-Polarimetric High-contrast Exoplanet REsearch instrument) zainstalowanego na teleskopie VLT. Instrument ten ma służyć do poszukiwania i badania planet pozasłonecznych.